# Fastosarion superba
Fastosarion superba är en snäckart som först beskrevs av Cox 1871.  Fastosarion superba ingår i släktet Fastosarion och familjen Helicarionidae. Inga underarter finns listade i Catalogue of Life.